# Sai Mai
Sai Mai est l’un des 50 khets de Bangkok, Thaïlande.

## Galerie

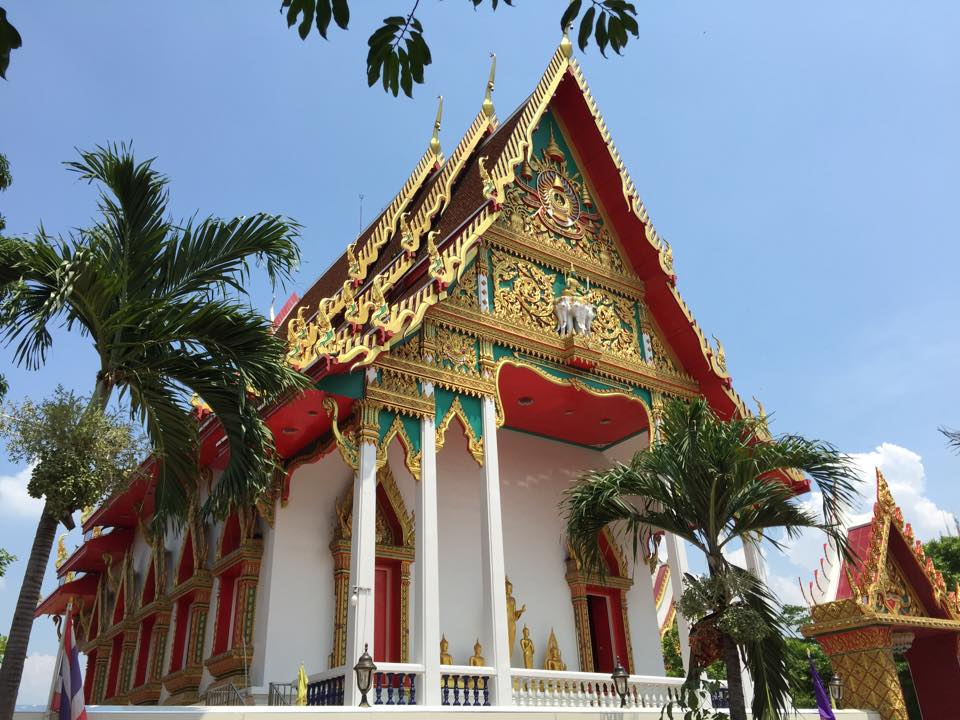
Le

- Le Wat Charoen Thammaram (th)